# Lee Na-ra
Lee Na-ra (wirklicher Name: Lee Yu-mi; * 22. August 1980 in Seoul) ist eine südkoreanische Schauspielerin. Bis 2018 trat sie öffentlich unter dem Namen Lee Eun-woo auf. Seit der Serie Partners for Justice (검법남녀) verwendet sie den Namen Lee Na-ra.

## Leben
Lee Na-ra ist seit 2006 als Filmschauspielerin tätig. Aufsehen erregte sie 2013 mit der Hauptrolle als Frau und Geliebte in Kim Ki-duks Moebius, die Lust, das Messer, dies brachte ihr eine Nominierung als beste Nachwuchsschauspielerin beim Blue Dragon Award ein.

## Filmografie (Auswahl)
- 2011: Romantic Heaven (로맨틱 헤븐)
- 2013: Godsend (신의 선물 Sin-ui Seonmul)
- 2013: Moebius (뫼비우스)
- 2013: An Ethics Lesson (분노의 윤리학 Bunno-ui Yullihak)
- 2014: Gyeongju (경주)
- 2014: Alive (산다 Sanda)
- 2014: Kabukicho Love Hotel (さよなら歌舞伎町 Sayonara Kabukichō)
- 2014: One on One (일대일 Il-dae-il)
- 2015: The Tiger: An Old Hunter’s Tale (대호 Daeho)
- 2016: Signal (시그널 Sigeuneol)
- 2017: Forgotten (기억의 밤 Gieok-ui Bam)
- 2019: Black Money (블랙머니)
- 2022: Glitch (글리치 Geullichi)
- 2022: Somebody (썸바디 Sseombadi)
- 2023: A Time Called You (너의 시간 속으로 Neoui Sigan Sogeuro)
- 2024: Hierarchy (하이라키 Hairaki)